# Schaeffersheim
Schaeffersheim (deutsch Schäffersheim) ist eine französische Gemeinde mit 804 Einwohnern (Stand 1. Januar 2021) im Département Bas-Rhin in der Europäischen Gebietskörperschaft Elsass und in der Region Grand Est.

## Geografie
Die Gemeinde Schaeffersheim liegt westlich von Erstein. Der Fluss, der Schaeffersheim im Norden und im Osten tangiert, heißt La Scheer.
Der größte Teil der 396 Hektar umfassenden Gemarkung wird von der Landwirtschaft genutzt. Der Waldanteil am Gemeindegebiet umfasst etwa 20 %.
Nachbargemeinden von Schaeffersheim sind Limersheim im Norden, Erstein im Osten, Bolsenheim im Süden und Westen sowie Meistratzheim im Nordwesten.

## Geschichte
Schäffersheim wurde im Jahr 777 erstmals im Testament des Abtes Fulrad für sein Kloster Saint-Denis erwähnt (Tangl, M., Das Testament ... Regesten A+B). Die Partnerort von Schäffersheim ist Waltersweier, ein Ortsteil von Offenburg.

## Bevölkerungsentwicklung
| Jahr                       | 1962 | 1968 | 1975 | 1982 | 1990 | 1999 | 2006 | 2013 | 2022 |
| -------------------------- | ---- | ---- | ---- | ---- | ---- | ---- | ---- | ---- | ---- |
| Einwohner                  | 526  | 542  | 574  | 637  | 669  | 706  | 794  | 841  | 804  |
| Quellen: Cassini und INSEE |      |      |      |      |      |      |      |      |      |

## Sehenswürdigkeiten
- Kirche Saint-Léger aus dem 18. Jahrhundert
- Die zweimal überbaute Kapelle Saint-Blaise geht auf das Jahr 1371 zurück und ist das einzige Überbleibsel des heute nicht mehr vorhandenen Dorfes Battersheim.

## Wirtschaft
Südwestlich von Schaeffersheim befindet sich das 30 ha große Industriegebiet Z.I. Ouest Gare.

## Verkehrsanbindung
Zwischen Schaeffersheim und Erstein verlaufen die zweistreifige Europastraße 25 und Bahnstrecke Strasbourg–Basel, an der sich der Bahnhof Erstein befindet.